# Dynastie z Blois
Dynastie z Blois držela od 10. století hrabství Blois a také Chartres a Châteaudun. V 11. století získala Troyes a Meaux, ze kterých vzniklo hrabství Champagne. Během 13. století dědictvím získala navarrské království.

Původní znak dynastie z Blois
Znak dynastie Blois-Champagne, hrabat ze Champagne
Raný znak dynastie z Blois, králů navarrských a hrabat ze Champagne
Hrabata ze Sancerre

## Seznam

### Do konce 11. století
1. Theobald († po 942), vikomt z Tours a Blois; ∞ Richilda
  1. Theobald I. († 975), hrabě z Blois, vikomt z Tours, hrabě ze Chartres, Châteaudunu, pán Chinonu, Saumuru a Beaugency; ∞ 943/44 Luitgarda z Vermandois († po 978)
    1. Theobald
    2. Hugo († 985), arcibiskup z Bourges
    3. Odo I. († 995), hrabě z Blois, Chartres, Châteaudunu, Tours, Beauvais a Dreux, pán Chinonu a Saumuru; ∞ Berta Burgundská († po 1016)
      1. Theobald II. († 1004), hrabě z Blois
      2. Odo II. († 1037), hrabě z Blois, Chartres, Châteaudunu, Tours a Beauvais, Troyes, Meaux, Sancerre, pán Chinonu a Saumuru; ∞ I. 1003/04 Matylda Normandská († snad 1005); ∞ II. Ermengada z Auvergne († po 1042)
        1. (II) Theobald III. († 1089), hrabě z Blois, Chartres, Châteaudunu, Meaux, Sancerre, Beauvais, Tours, Troyes etc.; ∞ I. Gersenda z Maine; ∞ II. Gundrada; ∞ III. Adéla z Crépy († 1093/1100)
        2. Štěpán († před 1048), hrabě z Troyes etc; ∞ Adéla (viz postranní linie)
        3. Berta († 1085); ∞ I. Alan III. Bretaňský; ∞ II. Hugo IV. z Maine († 1051)

      3. Anežka; ∞ Guido z Thouars
      4. Dětřich († po 996)
      5. Berta

    4. Ema († po 1003); ∞ Vilém IV. Akvitánský († 995/996)

  2. (II) Richard († 969), arcibiskup z Bourges

### 12. století
1. Theobald III. a I. († 1089), hrabě z Blois, Chartres, Châteaudunu, Meaux, Sancerre, Beauvais, Tours, Troyes etc.; ∞ I. Gersenda z Maine ∞ II. Gundrada; ∞ III. Adéla z Crépy († 1093/1100)
  1. (II) Štěpán († 1102), hrabě z Blois, Chartres, Châteaudunu, Meaux a Sancerre; ∞ 1081 Adéla Anglická († 1138)
    1. Vilém († před 1150), hrabě ze Chartres,pán Sully-sur-Loire; ∞ Anežka ze Sully
    2. Theobald IV. a II. († 1152), hrabě z Blois a Troyes etc, ∞ Matylda Korutanská
      1. Jindřich I. († 1181), hrabě ze Champagne a Brie; ∞ Marie Francouzská
        1. Jindřich II († 1197), hrabě ze Champagne a Brie a král jeruzalémský; ∞ Isabela Jeruzalémská († po 1206)
          1. Marie
          2. Alice († 1246), ∞ I. Hugo I. Kyperský († 1219); ∞ II. Bohemund V. z Antiochie († 1252); ∞ III. Raoul ze Soissons
          3. Filipa († 1250); ∞ Érard I. z Brienne

        2. Marie († 1204); ∞ Balduin IX. Flanderský († 1215)
        3. Theobald III. († 1201), 1198 hrabě ze Champagne a Brie; ∞ Blanka Navarrská († 1229)
        4. Scholastika († 1219); ∞ Vilém IV. z Mâconu († 1226)

      2. Theobald V. († 1191), hrabě z Blois a Chartres; ∞ I. Sybila ze Châteaurenardu; ∞ II. Adéla Francouzská
        1. (II) Theobald
        2. (II) Ludvík († 1205), hrabě z Blois; ∞ Kateřina z Clermontu

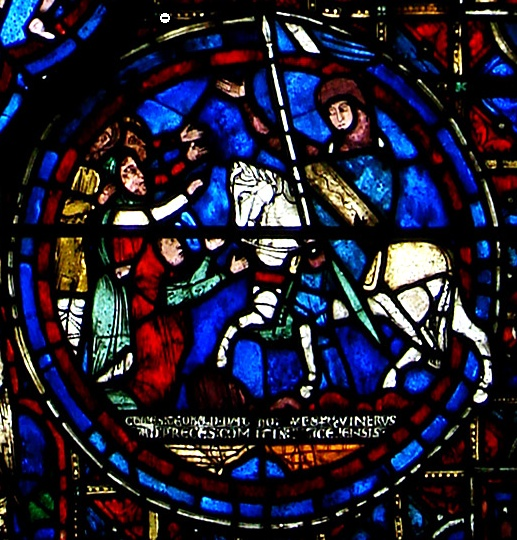
Theobald VI. z Blois na vitráži v Chartres

          1. Theobald VI. z Blois na vitráži v Chartres Theobald VI. († 1218), hrabě z Blois a Clermontu; ∞ Klemencie z Roches

        3. Jindřich
        4. Filip
        5. Markéta († 1230), 1218 hraběnka z Blois a Châteaudunu; ∞ Hugo III. z Oisy; ∞ II. Ota Štaufský; ∞ III. Walter II. z Avesnes († před 1246)
        6. Adelheida, abatyše ve Fontevrault
        7. Alžběta († 1248), hraběnka ze Chartres a Romorantin; ∞ I. Sulpice III. z Amboise († před 1224); ∞ II. Jan z Montmirail († před 1244)

      3. Marie († snad 1190); ∞ Odo II. Burgundský († 1162)
      4. Alžběta; ∞ I. Roger z Apulie († 1148); ∞ II. Vilém Gost IV. z Montmirail († snad 1170)
      5. Štěpán († 1191), hrabě ze Sancerre; ∞ Ermesinda z Donzy – dále viz hrabata ze Sancerre
      6. Vilém († 1202), biskup ze Chartres, arcibiskup ze Sens a Remeše, kardinál
      7. Matylda; ∞ Rotrou IV. z Perche († 1191)
      8. Anežka († 1207); ∞ 1155 Rainald III. z Baru († 1170)
      9. Markéta, jeptiška ve Fontevrault
      10. Adéla († 1206); ∞ Ludvík VII. Francouzský († 1180)

    3. Štěpán († 1154), hrabě z Boulogne a král Anglie; ∞ Matylda z Boulogne († 1151)
      1. Balduin († 1135)
      2. Eustach IV. († 1153), hrabě z Boulogne; ∞ Konstancie Francouzská († 1176)
      3. Vilém († 1159), hrabě z Boulogne, Mortain, Warrene, Surrey, pán Norwiche a Pevensey; ∞ Alžběta z Warenne († 1199)
      4. Matylda († snad 1135)
      5. Marie; ∞ Matěj Alsaský († 1173)

    4. Jindřich († 1171), biskup z Winchesteru
    5. Odo († po 1107)
    6. Matylda († 1120); ∞ Richard z Avranches, 2. hrabě z Chesteru
    7. Lithuaisa; ∞ Milo II. z Montlhéry († 1118)

  2. (III) Odo III. († 1090/1097), hrabě z Troyes etc.;
  3. (III) Filip († 1100), biskup ze Châlons
  4. (III) Hugo I. († 1126), hrabě z Troyes, Vitry a Bar-sur-Aube; ∞ I. Konstancie Francouzská; ∞ II. Isabela Burgundská († po 1125)

### Království navarrské
1. Theobald III. († 1201), hrabě ze Champagne a Brie; ∞ Blanka Navarrská († 1229)
  1. Theobald I. († 1253), hrabě ze Champagne a král navarrský; ∞ Gertruda z Dagsburgu ∞ II. Anežka z Beaujou († 1231); ∞ III. Markéta Bourbonská († 1256)
    1. (II) Blanka († 1283); ∞ Jan I. Bretaňský († 1286)
    2. (III) Theobald II. ( † 1270), hrabě ze Champagne a král Navarry; ∞ Isabela Francouzská († 1271)
      1. levobočná dcera; ∞ Pedro Fernandéz, pán Híjaru

    3. (III) Petr († 1265), pán Muruzabalu
    4. (III) Eleonora
    5. Beatrix († 1295), paní L’Isle-sous-Montréal; ∞ Hugo IV. Burgundský († 1272)
    6. Markéta († 1306/07); ∞ Fridrich III. Lotrinský († 1302)
    7. (III) Jindřich I. († 1274), hrabě ze Champagne a Brie, král Navarry, hrabě z Rosnay; ∞ Blanka z Artois († 1302)
      1. Theobald († 1273)
      2. Johana ( † 1305), královna navarrská, hraběnka ze Champagne a Brie, Bigorre etc.; ∞ Filip IV. Francouzský

    8. levoboček Markéta; ∞ Alvar Pérez de Azagra, pán Albarracínu
    9. levoboček Vilém († po 1267)
    10. levoboček Elida
    11. levoboček Berenguela, jeptiška

  2. dcera

### Boční linie
1. Štěpán († před 1048), hrabě z Troyes; ∞ Adéla
  1. Odo III. († po 1096), hrabě z Troyes a Aumale; ∞ Adéla († 1081/84)
    1. Štěpán († snad 1127), hrabě z Aumale, Albemarle, pán Holderness; ∞ Hedvika
      1. Vilém († 1179), hrabě z Aumale a York; ∞ Cecilie Fitzduncan († před 1190)
        1. Havida († 1214); ∞ I.Vilém z Mandeville, 3. hrabě z Essexu († 1189); ∞ II. Vilém z Les Forts († 1195); ∞ III. Balduin z Béthune († 1211)

      2. Štěpán († po 1150)
      3. Enguerrand († po 1150)
      4. Anežka; ∞ I. Vilém z Roumare, hrabě z Lincolnu († 1150); ∞ II. Petr Bruce, pán Skeltonu